# Antepia
Antepia is een geslacht van wantsen uit de familie van de Miridae (Blindwantsen). Het geslacht werd voor het eerst wetenschappelijk beschreven door Seidenstücker in 1962.

## Soorten
Het genus bevat de volgende soort:

- Antepia guttalis Seidenstücker, 1960